# Just Across the River
| Críticas profissionais | Críticas profissionais |
| Avaliações da crítica  | Avaliações da crítica  |
| Fonte                  | Avaliação              |
| ---------------------- | ---------------------- |
| Allmusic               | [ 1 ]                  |
| Rolling Stone          | [ 2 ]                  |

Just Across the River é o décimo segundo álbum do cantor e compositor norte-americano Jimmy Webb, lançado em junho de 2010 pelo E1 Music. O álbum traz treze músicas clássicas de Webb e contou com participações especiais de amigos, colaboradores, admiradores, artistas colegas como, Linda Ronstadt, Jackson Browne, Billy Joel, Willie Nelson, Michael McDonald, Mark Knopfler, J. D. Souther, Vince Gill e Lucinda Williams.

## Faixas
Todas as músicas foram escritas por Jimmy Webb.
1. "Oklahoma Nights" (participação de Vince Gill) – 3:24
2. "Wichita Lineman" (participação de Billy Joel) – 4:15
3. "If You See Me Getting Smaller" (participação de Willie Nelson) – 4:21
4. "Galveston" (participação de Lucinda Williams) – 3:57
5. "P.F. Sloan" (participação de Jackson Browne) – 4:29
6. "By the Time I Get To Phoenix" (participação de Glen Campbell) – 4:05
7. "Cowboy Hall of Fame" – 3:11
8. "Where Words End" (participação de Michael McDonald) – 4:14
9. "Highwayman" (participação de Mark Knopfler) – 4:17
10. "I Was Too Busy Loving You" (participação de J. D. Souther) – 4:09
11. "It Won't Bring Her Back" – 3:32
12. "Do What You Gotta Do" – 4:23
13. "All I Know" (participação de Linda Ronstadt) – 4:41